# シークレット・メッセージ (曲)
「シークレット・メッセージ」 (Secret Messages) は、エレクトリック・ライト・オーケストラが1983年に発表した楽曲。同名アルバムの一曲目に収録されている。

## 概要
ギターとシンセサイザーが豊富に使われたハイテンポのテクノポップ。曲中にモールス符号のようなクリック音が走っている。
ミュージックビデオはジョドレルバンク天文台の前で撮影された。宇宙通信を可能とする電波望遠鏡があることで知られている。

## 秘密のメッセージ
- シングルバージョンではカットされているが、アルバムバージョンではこの曲の前に幕間が挿入されている。それはこの曲のイントロというより、アルバムそのもののイントロというべきもので、分厚いエフェクトがかかった男性の声が多数聴こえる。適宜逆再生を掛け、注意して聞くと、「Secret Messages」「Welcome to the show」「and again」と言っているのがわかる。また、バックで流れるシンセサイザーの上昇音は、同アルバムの最終曲になる予定だった没楽曲「ハロー・マイ・オールド・フレンド」の中間部と同一のものである。
  - 現在では、もはやこの幕間はこの曲の一部として扱われ、ベスト盤などではセットで収録されている。
  - 同様の幕間がアルバム最終曲の「ロックン・ロール・イズ・キング」の後にも挿入されているが、こちらは曲の一部として扱われることはない。
- 歌詞は「秘密のメッセージ」について様々に描写しているが、具体的に何のことなのかは分からない。ジェフ曰く「慎重に言葉を発しても、逆再生すると全く違う風になるだろう？この曲はそんなナンセンスに感化されたものなんだ。」
- なお、前述の通り、曲中にモールス符号のような音が入れられている。これを解読すると「E L O」となるとする文献もあるが、実際は意味をなさないただのアレンジの一環である（モールス符号にするには二種類の長さのノーツが必要だが、この曲に流れるノーツは一種類のみ）。

## その他
- アルバムでは次曲の「落日の王国」とクロスフェードする形で収録されている。
- アローン・イン・ザ・ユニバースツアーにてセットリスト入りした。アルバムバージョンのイントロがステージに流され、本編はアコースティックギターを前面に押し出したアレンジとなっている。